# Dilbert (serie animata)
Dilbert è una serie televisiva animata statunitense del 1999, sviluppata da Scott Adams e Larry Charles.
Adattamento dell'omonima striscia a fumetti, la serie è stata trasmessa per la prima volta negli Stati Uniti su UPN dal 25 gennaio 1999 al 25 luglio 2000, per un totale di 30 episodi ripartiti su due stagioni.

## Episodi
| Stagione         | Episodi | Prima TV USA | Prima TV Italia |
| ---------------- | ------- | ------------ | --------------- |
| Prima stagione   | 13      | 1999         | inedita         |
| Seconda stagione | 17      | 1999-2000    | inedita         |

## Personaggi e doppiatori

### Personaggi principali
- Dilbert, doppiato da Daniel Stern.
- Dogbert, doppiato da Chris Elliott.
- Il capo, doppiato da Larry Miller.
- Wally, doppiato da Gordon Hunt.
- Alice, doppiata da Kathy Griffin.
- Dilmom, doppiata da Jackie Hoffman.
- Loud Howard, doppiato da Jim Wise.
- Ratbert, doppiato da Tom Kenny.
- Asok, doppiato da Tom Kenny.

### Personaggi ricorrenti
- Lo spazzino più intelligente del mondo, doppiato da Maurice LaMarche.
- Catbert, doppiato da Jason Alexander.
- Bob il dinosauro, doppiato da Maurice LaMarche.
- Dadbert, doppiato da Buck Henry.
- Carol, doppiata da Tress MacNeille.
- Lena, doppiata da Tress MacNeille.